# Jørgen Roos og Grønland
|  | Denne artikel er oprettet af botten PalnaBot ud fra en ekstern database. Den kan derfor have sproglige fejl eller mangler. Denne skabelon kan fjernes efter kontrol af indholdet. |

Jørgen Roos og Grønland er en film instrueret af Jørgen Roos.

## Handling
Danmarks store dokumentarist Jørgen Roos har i mange film skildret sit møde med Grønland. Denne antologi rummer 5 værker: 17 minutter Grønland fortæller om de grundlæggende forhold: Hvor ligger Grønland? Hvordan ser der ud? Hvordan er tilværelsen der? Knud er et fascineret portræt af forskeren og eventyreren Knud Rasmussen. Ultima Thule beskriver polareskimoernes liv ved Thulebasen, og Sisimiut handler om en by, der bærer præg af det dramatiske sammenstød mellem dansk og grønlandsk kultur. Til sidst To mænd i ødemarken, et filmessay om to mænds kamp mod kulden - og hinanden.